# Збройні сили Ірану
Збройні сили Ірану (перс. نيروهای مسلح جمهوری اسلامی ايران) — військове формування Ісламської республіки Іран, на яке покладені завдання із захисту незалежності, територіальної цілісності і державного ладу країни, відстоювання національних інтересів у територіальних водах Каспійського моря, Перської затоки й Оманського моря, на прикордонних річках, а також для надання військової допомоги ісламським націям або іншим народам незалежно від їхньої належності до ісламу з метою захисту від нападу.

## Особливості ЗС Ірану
Особливістю організаційної структури збройних сил Ірану є наявність у їхньому складі двох незалежних компонентів — регулярних збройних формувань, а саме  — армії та військових формувань Корпусу вартових Ісламської революції (КВІР), у кожному з яких є власні сухопутні війська (СВ), Військово-Повітряні Сили і Військово-Морські Сили (ВПС і ВМС) з відповідною системою органів управління як у мирний, так і воєнний час. Крім того, після оголошення надзвичайної ситуації в розпорядження військового керівництва надходять сили охорони правопорядку (СОП), які у мирний час підпорядковані Міністерству внутрішніх справ. У складі КВІР діють також сили опору «басідж», що є, по суті, народним ополченням, і одночасно підготовленим резервом. До складу КВІР входять сили спеціального призначення «кудс».

## Структура

### Сухопутні війська
Сухопутні війська Ірану мають у своєму складі піхоту (мотопіхоту), механізовані і бронетанкові війська, артилерію і ракетні частини, зенітні, повітрянодесантні, десантно-штурмові, інженерні і хімічні війська, війська зв'язку й армійську авіацію, служби тилового забезпечення.
Озброєння:
- Танки — понад 1513 од.;
- БМП — більше 610 од.;
- БТР — понад 640 од.;
- САУ — понад 292 од.;
- Гаубиці — понад 2030 од.;
- Міномети — понад 3000 од.;
- РСЗВ — 1476 од.;
- Пускові установки тактичних ракет — понад 30 од.;
- ППО — понад 1000 од. (в тому числі, ПЗРК).

### Військово-Повітряні Сили
Військово-Повітряні Сили Ірану представлені підрозділами бойової (винищувальної, бомбардувальної, розвідувальної) і допоміжної (військово-транспортної, заправної, зв'язку і управління, навчально-тренувальної) авіації, силами ППО (зенітні ракетні, зенітні артилерійські і радіотехнічні підрозділи), а також частинами оперативно-тактичних і тактичних ракет.
Озброєння:
- Винищувачі — понад 125 од.;
- Штурмовики — понад 75 од.;
- Навчальні літаки — 139 од.;
- Розвідувальні — 6 од.;
- Протикорабельний літак/патрульний — 9 од.;
- Бомбардувальники — 169 од.;
- Бойові/багатоцільові вертольоти — 184 од.;
- ППО — понад 2751 од. (всіх видів ППО).

### Військово-Морські Сили
Військово-Морські Сили Ірану включають: надводні і підводні сили, авіацію ВМС, морську піхоту (МП), частини протикорабельних ракет, морську охорону, берегові служби і служби тилу.
Озброєння:
- Підводні човни — 31 од.;
- Фрегати — 3/(2) од.[2][3];
- Корвети 1 рангу — 6 од.;
- Корвети 2 рангу — 3 од.;
- Ракетні катери — 26 од.;
- Танкодесантні кораблі — 4 од.

## Участь у міжнародних конфліктах

### Ірано-іракська війна
В період 1980–1988 років Іран воював з Іраком. Під час цієї війни Збройні сили Ірану (особливо Сухопутні війська та КВІР) здобули значний бойовий досвід, що допомагає їм і сьогодні перебувати в досить доброму стані.

## Галерея

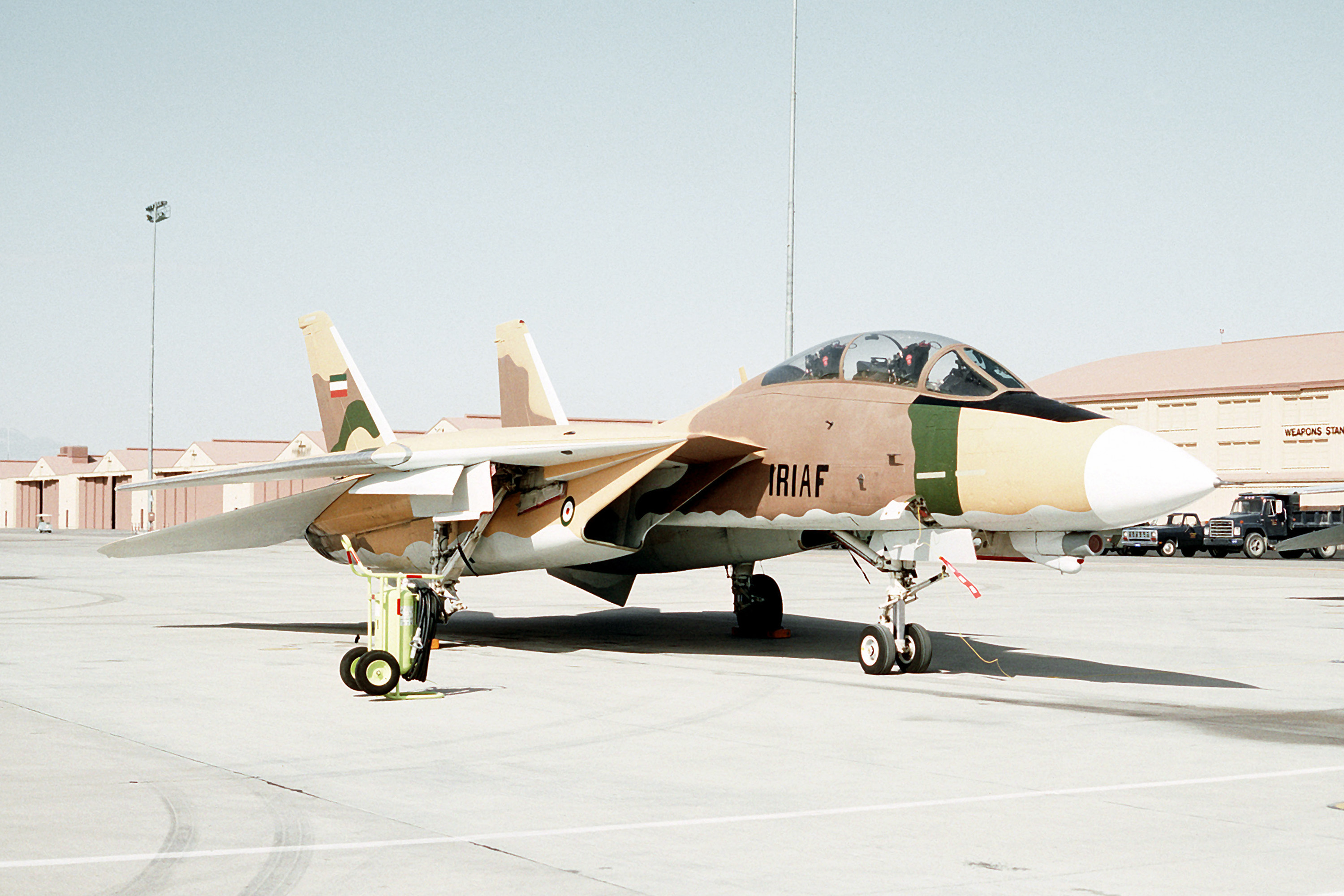
Американський винищувач F-14 Tomcat на озброєнні ВПС Ірану. Варто зазначати, що F-14 були продані ще шахському Ірану до ісламської революції 1979 року.
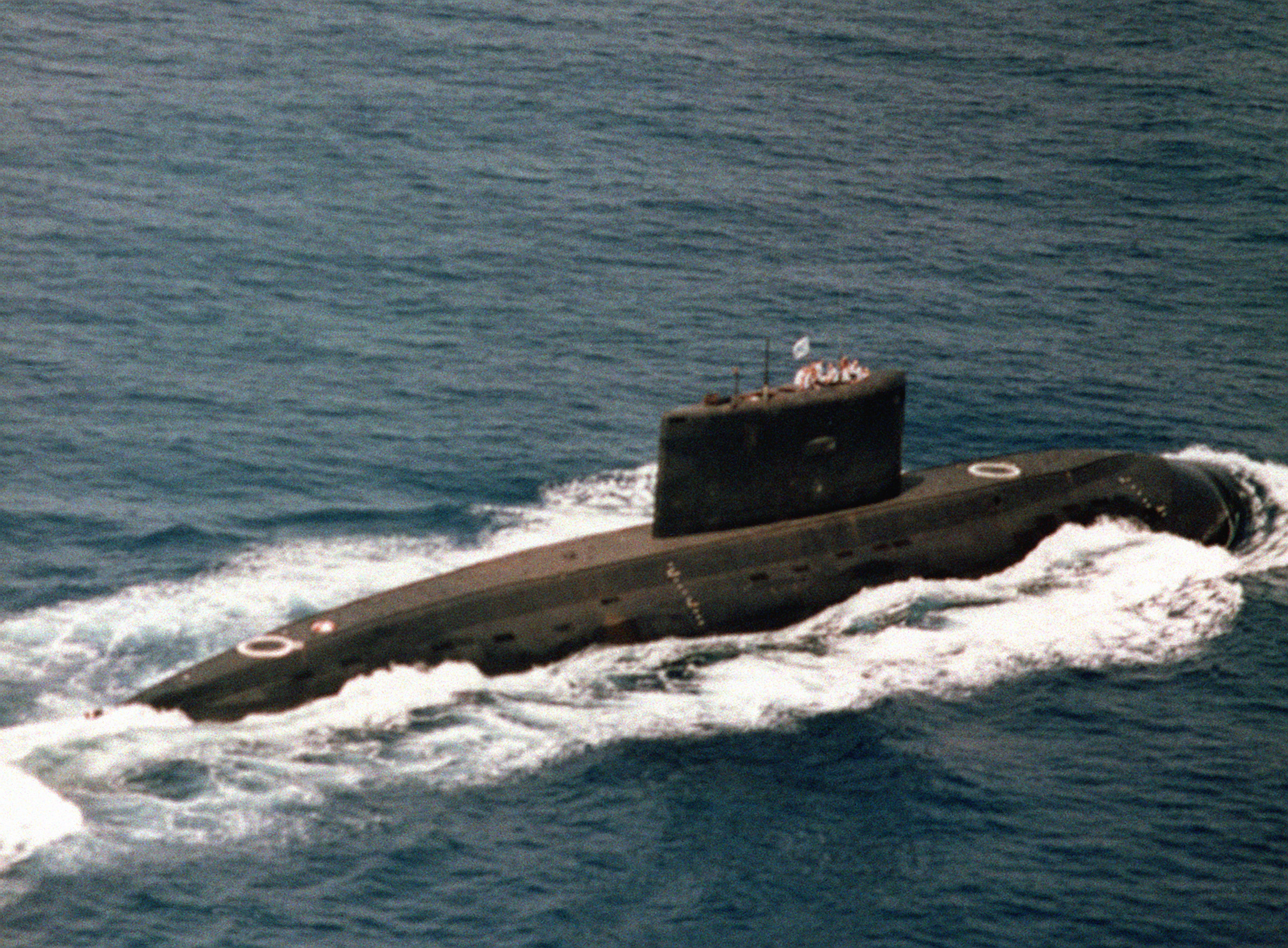
Іранський підводний човен радянського виробництва проєкту 877 «Палтус».
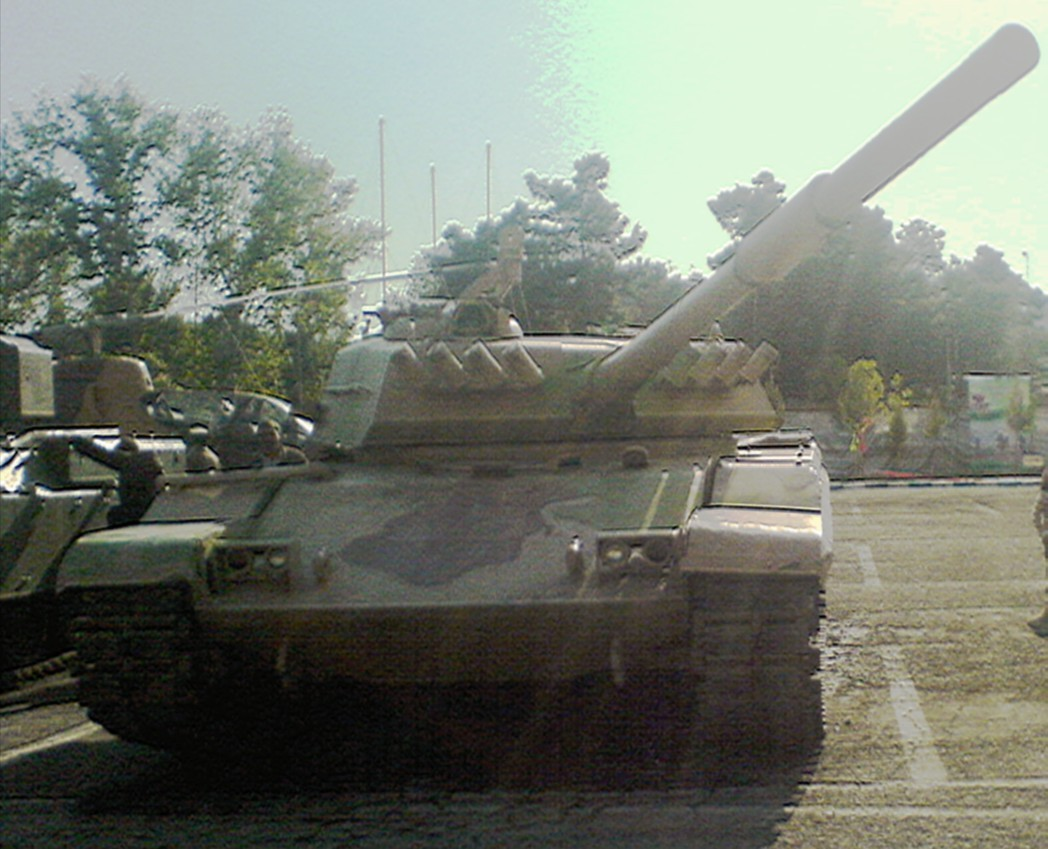
Іранський сучасний основний бойовий танк «Зульфікар»